# HD 86081 b
HD 86081 b ist ein Exoplanet, der den gelben Zwerg HD 86081 alle 2,1374 Tage umkreist.
Er wurde von John Asher Johnson et al. im Jahr 2006 mit Hilfe der Radialgeschwindigkeitsmethode entdeckt. Die große Halbachse des Orbits misst ca. 0,035 Astronomischen Einheiten, die Exzentrizität ist fast 0. Seine Minimalmasse {\displaystyle m\cdot \sin(i)} beträgt 1,49 Jupitermassen (ca. 470 Erdmassen).